# Giuseppe Bonito
Giuseppe Bonito (Castellammare di Stabia, 1 de novembro de 1707 – Nápoles, 19 de maio de 1789) foi um pintor italiano do período Rococó.

## Biografia
Foi um dos maiores pintores do gênero napolitano, suas numerosas telas de cunho popular fazem dele um dos melhores representantes do gênero, talvez o mais importante do sul da Itália do século XVIII. Recebeu muita atenção, tanto que algumas telas de outros pintores contemporâneos e colegas lhe foram atribuídas por muito tempo. O caso mais marcante foi o do napolitano Gaspare Traversi que somente no século XX, graças aos estudos do historiador da arte Roberto Longhi, foi reconhecido como autor de toda a sua obra até então atribuída a Bonito.